# Andrés Baida
Andrés Baida (El Paso, Texas, 28 de febrero de 1995) es un actor de televisión mexicanoestadounidense, conocido por sus papeles en series y telenovelas como Like, Los elegidos y Control Z, esta última de Netflix.

## Carrera
Nació y creció en El Paso, Texas. Estudió finanzas en la Universidad de Texas en El Paso y luego dejó la carrera a la mitad para ingresar al Centro de Educación Artística, donde pasó 3 años estudiando y participando en varias obras teatrales. Al terminar su capacitación en el CEA, participó en algunos episodios de La rosa de Guadalupe y Como dice el dicho. Posteriormente se dio a conocer en 2018 en la serie Like, con el personaje de Pepe Toledo. Al año siguiente obtuvo un papel secundario en la telenovela Los elegidos, y actualmente forma parte del elenco de la serie de Netflix, Control Z, en dicha serie interpreta a Pablo García.

## Filmografía

### Televisión
| Año           | Título                   | Personaje                               |
| ------------- | ------------------------ | --------------------------------------- |
| 2018          | Like, la leyenda         | Pepe Toledo                             |
| 2018          | Como dice el dicho       | Octavio                                 |
| 2019          | Los elegidos             | Héctor                                  |
| 2020-2022     | Control Z                | Pablo García                            |
| 2021-2022     | ¿Quién mató a Sara?      | Rodolfo Lazcano (joven)                 |
| 2022          | Los ricos también lloran | Alberto «Betito» Salvatierra Villarreal |
| 2022-2023     | Mi secreto               | Rodrigo Carvajal                        |
| 2024          | Bandidos                 | Ariel                                   |
| 2024          | Mi amor sin tiempo       | Sebastián Méndez                        |
| 2024-presente | Como agua para chocolate | Pedro Músquiz                           |
| 2025          | Pecados inconfesables    | Iván Diaz                               |